# One Piece (temporada 6)
La sisena temporada de One Piece va ser produïda per Toei Animation, dirigida per Kōnosuke Uda i basada en el manga d'Eiichiro Oda del mateix nom. La sisena temporada segueix al Pirates del Barret de Palla mentre exploren Skypiea, una terra llegendària construïda sobre el núvols i habitada per humanoides amb ales. Allà hauran d'enfrontar-se a Eneru i als seus supervilans.
La temporada consta de 52 episodis i al Japó va ser emesa per Fuji Television entre el 9 de febrer de 2003 i el 13 de juny de 2004. A Catalunya, la temporada es va emetre el 2007 al canal Super3.

## Episodis
| # | Nº en temporada | Títol | Data d'estrena al Japó | Data d'estrena a Catalunya |
| --- | --------------- | --- | ---------------------- | -------------------------- |
| 144 | 1               | Direcció inaudita - En Masira, el rei del reflotament Hajimete no kanja! Ranburu Bōru hiwa (はじめての患者！ランブルボール秘話)                                                        | 9 de febrer de 2003    | 18 de gener de 2007        |
| El Log Pose de la Nami apunta cap al cel. De sobte, un gran vaixell cau del cel i la tripulació hi troba un mapa d'una illa anomenada Skypiea. Després competeixen amb l'home-mico Masira que vol rescatar la tripulació, i cada cop troben més pistes de com arribar a l'illa misteriosa. |                 | |                        |                            |
| 145 | 2               | Apareix un monstre! - No us acosteu als pirates d'en Barba Blanca Hajimete no kanja! Ranburu Bōru hiwa (はじめての患者！ランブルボール秘話)                                            | 16 de febrer de 2003   | 19 de gener de 2007        |
| Els Pirates del Barret de Palla decideixen anar a l'illa de Jaya per buscar més informació sobre l'illa misteriosa Skypiea. Mentrestant, l'Ace apareix al vaixell piratea d'en Buggy, que demostra la seva pròpia objecció a qualsevol confrontació amb en Barbablanca. |                 | |                        |                            |
| 146 | 3               | Mock Town, la ciutat on els somnis no existeixen Yume o miru na! Azakeri no machi Mokkutaun! (夢を見るな！ 嘲りの街モックタウン！)                                                     | 23 de febrer de 2003   | 22 de gener de 2007        |
| Jaya és una ciutat plena de pirates infames i perillosos que es barallen constantment amb els altres pirates. En Ruffy i en Zoro es troben amb un pirata conegut com en Bellamy "la Hiena ", que posa en ridícul els seus somnis de trobar el One Piece. |                 | |                        |                            |
| 147 | 4               | Els millors pirates! - L'home que va explicar el seu somni i el rei de la recerca Kaizoku no takami! Yume o kataru otoko to kaitei tansaku ō (海賊の高み！ 夢を語る男と海底探索王)     | 9 de març de 2003      | 23 de gener de 2007        |
| En Ruffy, en Zoro i la Nami coneixen a un home fora de la barra del bar que els diu que l'Illa del Cel existeix. Deixen la ciutat de Mock Town, però es fiquen en una baralla amb el germà d'en Masira, en Shoujou, que és un altre home-mico. |                 | |                        |                            |
| 148 | 5               | La família llegendària - En Norland, el mentider Densetsu no ichizoku! "Usotsuki Nōrando" (伝説の一族！「うそつきノーランド」)                                                         | 16 de març de 2003     | 24 de gener de 2007        |
| Els Pirates del Barret de Palla es reuneixen amb en Montblanc Cricket en una altra zona de Jaya, En Cricket és un descendent d'en Montblanc Norland, un home conegut com en "Norland el mentider" que li va dir a ell alguna cosa relacionada amb una ciutat d'or a Jaya, i en Criket va buscar per tot arreu aquesta ciutat. Ell pot ser l'única persona que sap com arribar a Skypiea. L'episodi acaba amb en Mihawk mirant els cartells nous de crida i cerca d'en Zoro i en Ruffy. |                 | |                        |                            |
| 149 | 6               | Rumb al cel! - A caçar l'ocell del sud Kumo kaji itsu poi! Sausu Bādo woae (雲舵 いつぽい!サウスパードをあえ)                                                                          | 23 de març de 2003     | 25 de gener de 2007        |
| En Montblanc Cricket els explica com poden arribar a Skypiea. Han de pujar per una mena de remolí anomenat Knock Up. Primer, però, han de caçar un ocell que sempre apunta el seu cap cap al sud. El necessiten perquè el Knock Up apareix al sud. |                 | |                        |                            |
| 150 | 7               | Els somnis no es fan realitat? - En Bellamy contra l'aliança Saruyama Gensō ha kanawa nai!? Bellamy vs. Saruyama rengō (幻想は叶わない！？ ベラミ－ＶＳ猿山連合)                       | 13 d'abril de 2003     | 26 de gener de 2007        |
| Mentre els Pirates del Barret de Palla busquen l'ocell del sud, en Bellamy i la seva tripulació ataquen la casa d'en Cricket i robaen els objectes d'or que havia recollit durant els anys del seu treball de recerca. Quan els Barret de Palla tornen i veuen el que ha passat, en Ruffy decideix fer un viatge a la part de darrere de Mock Town. |                 | |                        |                            |
| 151 | 8               | L'home dels 100 milions de bellys - El poder més fort del món i el pirata Barba Negra Ichioku no otoko! Sekai saikō kenryoku to kaizoku Kurohige (一億の男！ 世界最高権力と海賊黒ひげ) | 20 d'abril de 2003     | 29 de gener de 2007        |
| Els Gorosei organitzen una reunió amb els set Shichibukai per trobar un reemplaçament per en Crocodile, i donen una nova recompensa a en Ruffy per haver derrotat a en Crocodile, 100 milions Belly. Mentrestant, a Mock Town, els Pirates d'en Barbanegra, juntament amb el seu capità, Marshall D. Teach accepten que el seu capità sigui el nou Shichibukai. |                 | |                        |                            |
| 152 | 9               | Agafarem el corrent del Knock Up! - El vaixell navega cap al cel Fune wa sora o yuku! Tsukiageru Nokku Appu Sutorīmu (船は空をゆく！ 突き上げる海流に乗れ(ノックアップストリーム))     | 27 d'abril de 2003     | 30 de gener de 2007        |
| El Going Merry és arreglat i adaptat per al viatge per poder volar per en Masira i en Shojo. Els Pirates del Barret de Palla pugen al corrent Knock-Up i arriben a Skypiea. |                 | |                        |                            |
| 153 | 10              | Som al mar dels núvols! El cavaller del cel i la porta del paradís Koko wa sora no umi! Sora no kishi to tengoku nomon (ここは空の海！ 空の騎士と天国の門)                             | 4 de maig de 2003      | 31 de gener de 2007        |
| Els Pirates del Barret de Palla arriben a un oceà que està a sobre dels núvols. L'Usopp gairebé cau del Going Merry però és salvat a l'últim minut. La tripulació també és atacat per un misteriós guerrer, però es salven gràcies a en Gan Fall, el Cavaller del Cel. Finalment, arriben a la frontera, que els transporta a Skypiea. |                 | |                        |                            |
| 154 | 11              | Skypiea, la terra del deú! Àngels al núvol platja Kami no kuni Sukaipia! Kumo no nagisa no tenshi tachi (神の国スカイピア！ 雲の渚の天使たち)                                          | 11 de maig de 2003     | 1 de febrer de 2007        |
| La tripulació arriba a Skypiea, i són rebuts per la Conis i la seva mascota Suu. La Conis i en Pagaya (el seu pare) comencen a explicar com és la vida a Skypiea i com són els diferents Dials de treball. |                 | |                        |                            |
| 155 | 12              | El santuari prohibit! La terra on viu el déu Kindan no seichi! Kami no sumu shima to ten no sabaki! (禁断の聖地！神の住む島と天の裁き！)                                               | 18 de maig de 2003     | 2 de febrer de 2007        |
| La Nami s'assabenta de què li passarà a qualsevol persona que entri al bosc. Mentrestant, la resta de la tripulació esperen que el vent canviï, però són assaltat per la policia de Skypiea que duran a terme la Sentència del Cel. |                 | |                        |                            |
| 156 | 13              | Som criminals? Els guardians de la llei a Skypia Hayaku mo hanzai sha!? Sukaipia no hō no bannin (早くも犯罪者！？ スカイピアの法の番人)                                               | 25 de maig de 2003     | 5 de febrer de 2007        |
| Els Pirates del Barret de Palla tenen alguns problemes amb la policia local de Skypiea, els anomenats "Els Boines Blanques ", però no tenen res a fer amb la força de la tripulació. |                 | |                        |                            |
| 157 | 14              | Es podran escapar? El judici diví ha començat Dasshutsu naru ka!? Ugoki hajime ta Kami no shiren! (脱出なるか！？動きはじめた神の試練！)                                               | 15 de juny de 2003     | 6 de febrer de 2007        |
| Mentre la tripulació intenta escapar-se de l'Illa del Cel, la Nico Robin, en Chopper, la Nami i en Zoro són emportats al Jardí superior per un servent del Déu, un cranc gegant. Els altres són informats que si els volen rescatar s'hauran de dirigir cap allà i passar un dels judicis dels sacerdots. |                 | |                        |                            |
| 158 | 15              | Trampa a Lovely Street! L'omnipotent déu Eneru Roberī toori no wana! Zennō naru Goddo Eneru (ラブリー通りの罠！ 全能なる神(ゴッド)エネル)                                              | 22 de juny de 2003     | 7 de febrer de 2007        |
| La Conis porta a en Ruffy, l'Usopp i a en Sanji a un vaixell per arribar al Jardí Superior, però anar allà és un parany. Per poc no els toca un raig de l'Eneru, ja que l'han fet enfadar. |                 | |                        |                            |
| 159 | 16              | Endavant, Corb! A l'altar del sacrifici! Susume karasu maru! Ikenie no saidan o mezase (すすめカラス丸！ 生贄の祭壇を目指せ)                                                           | 6 de juliol de 2003    | 8 de febrer de 2007        |
| En Ruffy, l'Usopp i en Sanji finalment entren al Jardí Superior, només per descobrir que tot el camí ha estat molt atrapat, arriben a unes portes. Mentrestant, la Nico Robin, en Zoro i la Nami surten a descobrir el Jardí Superior, mentre que en Chopper es queda enrere per protegir el Going Merry. |                 | |                        |                            |
| 160 | 17              | 10% de probabilitats de sobreviure. El mestre dels mantres, el sacerdot Satori Seizon ritsu 10%! Mantora tsuna dukai no Satori! (生存率10％！心綱(マントラ)使いのサトリ！)             | 13 de juliol de 2003   | 9 de febrer de 2007        |
| En Ruffy, en Sanji i l'Usopp decideixen entrar a una porta on es fa la Prova de les Esferes. Quan hi entren es troben a un sacerdot, en Satori, que els dona molts problemes, ja que és capaç de predir els seus moviments. |                 | |                        |                            |
| 161 | 18              | El judici de la bola! Lluita desesperada al bosc perdut "Dama no shiren" no kyōi! Mayoi no mori no shitō (「玉の試練」の脅威！迷いの森の死闘)                                          | 20 de juliol de 2003   | 12 de febrer de 2007       |
| En Ruffy, en Sanji i l'Usopp s'enfronten cara a cara amb seriosos problemes en els boscos de Skypiea. El sacerdot Satori no els deixa sortir del bosc i els tres amics han de lluitar per escapar i, per descomptat, alliberar-se de la Prova de les Esferes. Mentrestant, en Chopper es troba amb un altre fort oponent. |                 | |                        |                            |
| 162 | 19              | En Chopper corre perill! L'antic déu contra el sacerdot Shura Choppā ayaushi! Moto Kami vs. shinkan Shura (チョッパー危うし！元神VS神官シュラ)                                         | 3 d'agost de 2003      | 13 de febrer de 2007       |
| En Chopper, amenaçat pel sacerdot Shura, bufa el seu xiulet perquè en Gan Fall vingui a ajudar-lo, però abans que pugui arribar, el sacerdot va clavant la seva llança de foc en diferents parts del vaixell i destrossant el Going Merry. |                 | |                        |                            |
| 163 | 20              | Quin misteri! El judici de la corda i l'amor? Makafushigi! Himo no shiren to koi no shiren!? (摩訶不思議！紐の試練と恋の試練！？)                                                      | 10 d'agost de 2003     | 14 de febrer de 2007       |
| En Gan Fall no pot guanyar al sacerdot Shura i perd la batalla. Mentrestant el sacerdot Satori és finalment derrotat per en Ruffy i en Sanji. |                 | |                        |                            |
| 164 | 21              | Protegiu la nostra terra! Wiper, el guerrer! Shandora no akari o se! Senshi Waipā (シャンドラの灯を燈せ！ 戦士ワイパー」)                                                              | 17 d'agost de 2003     | 15 de febrer de 2007       |
| En Chopper és salvat per un munt d'Ocells del Sud gegants, que li diuen que en Gan Fall era el Déu abans que vingués l'Eneru. La Nami, en Zoro i la Nico Robin descobreixen la raó per la qual el Jardí Superior és una illa de terra: algun temps va ser part de Jaya, i és la part que el Mentider Montblanc Norland deia haver vist. Mentrestant, els shandians ataquen el Jardí Superior. |                 | |                        |                            |
| 165 | 22              | Jaya, l'illa de l'or, és al cel! Tots cap al santuari sagrat! Tenkū no ōgon sato Jaya! Mezase Kami no sha! (天空の黄金郷ジャヤ！ 目指せ神の社！)                                       | 24 d'agost de 2003     | 16 de febrer de 2007       |
| L'atac dels Shandians al Jardí Superior ha començat. La tripulació es reuneix per fi, i tothom parla sobre el que ha vist i fet. Mentre que en Chopper s'encarrega de curar a en Gan Fall, els Pirates fan un pla per robar l'or de l'illa. |                 | |                        |                            |
| 166 | 23              | La revetlla de l'or i l'adoració del Vearth Ōgon zenyasai! "Vasu" e no omoi! (黄金前夜祭！「ヴァス」への想い！)                                                                        | 7 de setembre de 2003  | 19 de febrer de 2007       |
| Després que la tripulació facin amistat amb una manada de llops, en Gan Fall els explica una quantes coses més sobre la història del Jardí Superior. |                 | |                        |                            |
| 167 | 24              | L'aparició del déu Eneru! El matí dels supervivents Goddo Eneru tōjō!! Ikinokori e no aubade (神(ゴッド)エネル登場!!生き残りへの夜明曲(オーバード))                                    | 21 de setembre de 2003 | 20 de febrer de 2007       |
| L'Eneru treu les limitacions dels sacerdots. L'Usopp veu una ombra misteriosa al vaixell, i l'endemà, el Going Merry es troba de nou a la seva forma original. Després, els pirates fan un altre pla del seu pròxim curs d'acció. |                 | |                        |                            |
| 168 | 25              | La serp gegant! Comença el joc de la supervivència Kiba muku uwabami! Tsui ni hajimaru sabaibaru gēmu (牙むく大蛇(うわばみ)！遂に始まる生き残り合戦(サバイバルゲーム))                 | 12 d'octubre de 2003   | 21 de febrer de 2007       |
| Una serp gegant fa dividir a en Ruffy, la Nico Robin, en Chopper i en Zoro perquè vagin a les ruïnes del sud. |                 | |                        |                            |
| 169 | 26              | La determinació del guerrer Wiper Sutemi no Rijekuto! "Senki" Waipā no kakugo (捨て身の排撃(リジエクト)！『戦鬼』ワイパーの覚悟)                                                       | 19 d'octubre de 2003   | 22 de febrer de 2007       |
| En Wiper treu a en Shura i li diu el seu objectiu a en Shandians. Després, es veu l'Eneru parlant al voltant d'unes quantes persones sobre quantes persones estaran vives al final del seu pla. |                 | |                        |                            |
| 170 | 27              | Batalla ferotge al cel! El pirata Zoro contra el guerrer Braham Kūchū no gekisen! Kaizoku Zoro VS senshi Burahamu (空中の激戦！海賊ゾロＶＳ戦士ブラハム)                               | 19 d'octubre de 2003   | 23 de febrer de 2007       |
| En Zoro lluita contra el guerrer Braham, i el derrota amb un estil d'espasa nou, l'Ittoryu. Mentrestant, en Chopper es troba amb el sacerdot Gedatsu i l'Eneru va al Going Merry, on derrota en Sanji fàcilment electrocutant-lo. |                 | |                        |                            |
| 171 | 28              | El bazuca de flames! En Ruffy contra el diable lluitador Wiper Unaru nenshō hō!! Rufi VS Senki Waipā (唸る燃焼砲!! ルフィＶＳ戦鬼ワイパー)                                             | 26 d'octubre de 2003   | 26 de febrer de 2007       |
| En Ruffy lluita contra en Wiper, però en un moment de l'enfrontació, cau en unes ruïnes subterrànies. Mentrestant, l'Eneru apareix en el Going Merry i després de dir-lis que el seu veritable objectiu era la Ciutat d'Or, llança un llamp a l'Usopp i en Sanji, tot seguit s'esvaeix i deixa als germans Satori, l'Hotori i en Kotori perquè els acabin de rematar. |                 | |                        |                            |
| 172 | 29              | El judici del pantà! En Chopper contra el sacerdot Gedatsu Kūchū no gekisen! Kaizoku Zoro VS senshi Burahamu (空中の激戦！海賊ゾロＶＳ戦士ブラハム)                                    | 2 de novembre de 2003  | 27 de febrer de 2007       |
| En Chopper és atacat pel sacerdot Gedatsu, que és un personatge peculiar (s'oblida de com respirar, de com creuar els braços…) per això en Chopper l'acaba guanyant, enviant-lo a la Mar Blava. La Conis i en Pagaya ajuden a l'Aisa i se'n van cap al Jardí Superior. |                 | |                        |                            |
| 173 | 30              | El poder inigualable! Es descobreix la veritat sobre l'Eneru Muteki no nōryoku! Akasa reru Eneru no shōtai (無敵の能力！ 明かされるエネルの正体)                                       | 9 de novembre de 2003  | 28 de febrer de 2007       |
| L'Eneru derrota a diversos membres de la Tribu Shandi. Mentrestant, en Gan Fall i la Nami comencen i acaben la seva lluita amb en Kotori i en Hotori. La Nami derrota a en Hotiri, mentre que en Gan Fall derrota a en Kotori. |                 | |                        |                            |
| 174 | 31              | La ciutat fantasma! Les restes de la gran Shandra Maboroshi no to! Yūdai naru Shandora no iseki!! (幻の都！ 雄大なるシャンドラの遺跡！！)                                              | 16 de novembre de 2003 | 1 de març de 2007          |
| Mentre que Nico Robi estudia unes ruïnes, Yama, l'inspector en cap, l'ataca. Però Yama és fàcilment derrotat per Robin. Més tard, descobreix la llegendària ciutat, Shandra. Mentrestant, Zoro és seguit per un ocell gegant del Sud. |                 | |                        |                            |
| 175 | 32              | En Chopper contra el sacerdot Ohm! 0% de probabilitats de supervivència Seizon ritsu 0%!! Choppā VS shinkan Ōmu (生存率０%!! チョッパーVS神官オーム)                                   | 21 de desembre de 2003 | 2 de març de 2007          |
| El Sacerdot Ohm apareix per matar a en Chopper. L'ocell del Sud acompanya a en Zoro. En Ruffy batega des de dintre la Nola, aquesta persegueix a la Nami pel bosc. En Zoro, encara el segueixen els ocells del Sud, i gairebé es menja a la Nola, fent que l'ocell del Sud caigui d'en Zoro per por de ser menjat. En Chopper sembla haver estat assassinat per l'Ohm. En Wiper comença el dictamen de conformitat del Gegant Jack, però l'Ohm el deté. En Gan Fall apareix i li diu a en Wiper que l'Eneru no hi és, així poder esbrinar els plans d'Ohm. En aquest moment, en Zoro cau del cel, i la Nola el persegueix. En Zoro exigeix l'or d'Ohm. L'episodi acaba amb un desafiament de l'Ohm a totes les persones del seu voltant. |                 | |                        |                            |
| 176 | 33              | L'ascensió a la carbassera gegant! Batalla desesperada a l'antic temple Jaianto Jakku o nobore!! Jōsō iseki no shitō (“巨大豆蔓”(ジャイアントジャック)を登れ！！ 上層遺跡の死闘)       | 4 de gener de 2004     | 5 de març de 2007          |
| A les Ruïnes Altes, la lluita entre l'Ohm, en Zoro, en Gan Fall, i en Wiper comença. Quan la Nami i lAisa arriben, se les empassa la sep gegant, juntament amb en Gan Fall. |                 | |                        |                            |
| 177 | 34              | El judici del ferro! Combat a mort a la gàbia de filat espinós Tetsu no shiren no shinkocchō! Shiroibara desumacchi!! (鉄の試練の真骨頂！白荊デスマッチ！！)                           | 18 de gener de 2004    | 6 de març de 2007          |
| L'Ohm empitjora les coses, crea una gàbia de filferro de pues al voltant de la zona. La Laki és noquejada per l'Eneru i la Nami, l'Aisa, i en Gan Fall descobreixen que la serp estava arrossegant a en Ruffy, que està dins de la serp també. |                 | |                        |                            |
| 178 | 35              | Atac mortífer! En Zoro contra el sacerdot Ohm Hotobashiru zangeki! Zoro VS shinkan Ōmu!! (ほとばしる斬撃！ゾロvs神官オーム！！)                                                        | 25 de gener de 2004    | 7 de març de 2007          |
| En Zoro finalment derrota a l'Ohm amb la seva tècnica Canó del 108. Mentrestant en Pagaya i la Conis senten la terrible veritat sobre l'objectiu de l'Eneru: erradicar totes les persones d'Skypiea. |                 | |                        |                            |
| 179 | 36              | L'antic temple s'ensorra! El quintet de la final! Kuzure yuku jōsō iseki! Finare heno kuintetto!! (崩れゆく上層遺跡！終曲(フィーメール)への五重奏(クインテット)！！)                   | 1 de febrer de 2004    | 8 de març de 2007          |
| L'Eneru apareix, però només per separar el grup perquè no puguin descobrir el seu pla. |                 | |                        |                            |
| 180 | 37              | Gran demostració a les ruïnes de Shandra! L'objectiu del déu Eneru Kodai iseki no taiketsu! Goddo Eneru no mokuteki!! (古代遺跡の対決！ 神(ゴッド)エネルの目的！！)                    | 8 de febrer de 2004    | 9 de març de 2007          |
| L'Eneru contraataca a en Gan Fall al temple, aconseguint l'èxit de derrotar-lo. A continuació, crida a la Nico Robin, perquè l'intenti manipular. En Zoro impressiona amb el seu poder al Déu, però és derrotat fàcilment, tractant pagar pel que li va fer a la Nico Robin. Després, en Wiper, amb una arma secreta derrota a l'Eneru.... |                 | |                        |                            |
| 181 | 38              | Viatge a la terra eterna! La nau Màxim Hagiri nai daichi heno Fearī Vasu - Hakobune Makushimu!! (限りない大地への野望(フェアリーヴァス) 方舟マクシム！！)                              | 15 de febrer de 2004   | 12 de març de 2007         |
| L'Eneru derrota a en Zoro i a en Wiper. En veure això, la Nami el segueix a una cova on hi ha una mena de nau, la nau Màxima. En Ruffy finalment surt de la serp pitó, juntament amb l'Aisa, i descobreix el resultat de la lluita contra l'Eneru. Quan l'Aisa li diu a en Ruffy que ella sap on és el Déu, ell li demana que el porti allà. |                 | |                        |                            |
| 182 | 39              | L'enfrontament del pirata Ruffy contra el déu Eneru! Tsuini gekitotsu! Kaizoku Rufi VS Goddo Eneru!! (に激突！ 海賊ルフィvs神(ゴッド)エネル！！)                                       | 22 de febrer de 2004   | 13 de març de 2007         |
| En Ruffy i el Déu Eneru comencen a lluitar. La Conis explica el que vol fer el Déu a l'Illa dels Àngels, a l'altre costat de l'illa de Skypiea. |                 | |                        |                            |
| 183 | 40              | El Màxim s'enlaira! Comença l'operació Dèspia Makushimu fujō! Ugoki hajime ta Desupia!! (マクシム浮上！ 動き始めたデスピア！！)                                                        | 29 de febrer de 2004   | 14 de març de 2007         |
| El Déu Eneru fa enlairar la seva nau, l'Arca Màxim i es prepara per començar el seu pla per tal de destruir Skypiea: l'operació Dèspia. |                 | |                        |                            |
| 184 | 41              | Cau en Ruffy! El judici diví i l'esperança de la Nami Rufi rakka! Kami no sabaki to Nami no nozomi!! (ルフィ落下！ 神の裁きとナミの望み！！)                                           | 7 de març de 2004      | 15 de març de 2007         |
| En un atac, el Déu Eneru, crea una bola d'or gegant al voltant del blaç d'en Ruffy i el llença per la borda. La Nami comença la lluita contra l'Eneru, mentre que en Sanji i l'Usopp intenten rescatar-la. |                 | |                        |                            |
| 185 | 42              | En Sanji i l'Usopp es desperten! Operació rescat amb la flama de l'amor Mezame ta ni nin! Moeru koi no kyūshutsu zensen!! (目覚めた二人！燃える恋の救出前線！！)                       | 14 de març de 2004     | 16 de març de 2007         |
| L'Usopp i en Sanji pugen a la nau Màxim, per rescatar a la Nami. L'Usopp és el primer de plantar-li cara a l'Eneru, però ell el derrota molt fàcilment, ja que pot tirar llamps als seus oponents. En Sanji, després, també li planta cara, però queda com el seu amic. Però, com que ha vingut per salvar a la Nami, s'aixecarà tantes vegades com faci falta. |                 | |                        |                            |
| 186 | 43              | L'operació Dèspia continua! S'acosta la desaparició d'Skypea Zetsubō e no Kapuriccho - Semari kuru sora tō no shōmetsu!! (絶望への狂想曲(カプリッチョ) 迫り来る空島の消滅！！)         | 21 de març de 2004     | 19 de març de 2007         |
| Com que l'Eneru ja ha derrotat tots els seus oponents, ja pot continuar el seu pla. Des de la nau Màxima, comença a tirar llamps cap a Skypiea, per acabar amb ella. |                 | |                        |                            |
| 187 | 44              | Guiats pel so de la campana! La història del gran guerrer i del gran aventurer Kane no oto no michibiki! Dai senshi to tanken ka no monogatari (鐘の音の導き！大戦士と探検家の物語)    | 28 de març de 2004     | 20 de març de 2007         |
| En aquest episodi s'explica la història d'en Montblanc Norland i d'en Calgara, un guerrer, explicada per en Wiper. |                 | |                        |                            |
| 188 | 45              | Es trenca el malefici! Les llàgrimes del gran guerrer Jubaku kara no kaihō! Dai senshi ga nagashi ta namida!! (呪縛からの解放！大戦士が流した涙！！)                                   | 28 de març de 2004     | 21 de març de 2007         |
| El guerrer i l'aventurer van anar junts a la recerca de la ciutat d'or, i després d'haver travessat selves... la van trobar. Després d'això es van dir que serien amics per sempre. |                 | |                        |                            |
| 189 | 46              | Amistat eterna! La campana de les promeses que toca per damunt l'oceà Eien no shinyū! Dai unabara ni hibiku chikai no kane!! (永遠の親友！大海原に響く誓いの鐘！！)                    | 4 d'abril de 2004      | 22 de març de 2007         |
| Després que en Montblanc Norland digués a tothom que havia trobat una ciutat d'or, tots el van prendre com un mentider. Després d'aquest fet el van executar. |                 | |                        |                            |
| 190 | 47              | L'illa de l'àngel desapareix! La terrible esfera de llamps Enjerushima shōmetsu! Raigō mukae kōrin no kyōfu!! (エンジェル島消滅！雷迎降臨の恐怖！！)                                   | 25 d'abril de 2004     | 23 de març de 2007         |
| L'Illa de l'Àngel és destruïda pels atacs del Déu Eneru. En Ruffy decideix anar un altre cop a lluitar amb el Déu, però aquesta vegada pensa guanyar. |                 | |                        |                            |
| 191 | 48              | Carbassera gegant a terra! L'última oportunitat d'escapar Jaianto Jakku o taose! Dasshutsu e no saigo no nozomi (巨大豆蔓(ジャイアントジャック)を倒せ！脱出への最後の望み)             | 2 de maig de 2004      | 26 de març de 2007         |
| La Nami troba una manera d'arribar fins al Déu Eneru, pujant una carbassera gegant. En Wiper troba a la Nico Robin i aquesta li diu que en Montblanc Norland té un descendent que vol trobar la Ciutat d'Or, per això en Ruffy vol tocar la campana d'or, perquè se n'enteri de que existeix. |                 | |                        |                            |
| 192 | 49              | Miracle al país del déu! El cant de l'illa que va arribar fins als àngels Kami no kuni no kiseki! Tenshi ni todoi ta Rabu Songu!! (神の国の奇跡！天使に届いた島の歌声(ラブソング)！！) | 9 de maig de 2004      | 27 de març de 2007         |
| Ruffy finalment derrota al Déu Eneru i troba la campana d'or quel guanya. |                 | |                        |                            |
| 193 | 50              | El final de la batalla! L'orgull de Shandra ressona a la llunyania Tatakai no shūen! Tooku narihibiku hokori takaki Fantajia (戦いの終焉！遠く鳴り響く誇り高き幻想曲(ファンタジア))    | 23 de maig de 2004     | 28 de març de 2007         |
| La guerra que va començar fa 400 anys a l'Illa del Cel arriba a la seva fi. En Montblanc Cricket, en Masira i el seu germà senten la campana d'or tocada per en Ruffy i se n'adonen de que la Ciutat d'Or hi va ser sempre al cel. L'Eneru, tot i haver estat derrotat es dirigeix a la Lluna. El Poble del Cel (tant els Skypieans com els Shandians) celebren la fi de la guerra amb una gran foguera. |                 | |                        |                            |
| 194 | 51              | Fins aquí hem arribat! El fil de la història del ponegrif Ware koko ni itaru! Pōneguripfu no honbun ga tsumugu mono (我ここに至る！歴史の本文(ポーネグリプ)が紡ぐもの)                 | 6 de juny de 2004      | 29 de març de 2007         |
| La Nico Robin descobreix un Poneglyph a la Campana d'Or i se n'adona de com trobar el Rio Poneglyph. També se n'adona de que en Gol D. Roger va deixar un missatge fen servir la llengua morta dels Poneglyph. Poc després, els Pirates del Barret de Palla marxen d'Skypiea robant peces d'or. |                 | |                        |                            |
| 195 | 52              | Cap a la mar blava Iza aomi e!! Omoi ga orinasu saishū gakushō (いざ青海へ！！想いが織りなす最終楽章)                                                                                  | 13 de juny de 2004     | 30 de març de 2007         |
| Els Pirates del Barret de Palla arriben al Clouds End, amb l'ajuda d'en Pagaya i la Conis. Ella crida un pop que els servirà perquè quan vagin caient, el pop servirà com si fos un paracaigudes. Quan cauen del cel, un altre problema apareix, han caigut en una base de la Marina. |                 | |                        |                            |